# Starship Troopers (film)
Starship Troopers er amerikansk satirisk militær science fiction-film fra 1997, skrevet af Edward Neumeier og instrueret af Paul Verhoeven, løst tilpasset fra Starship Troopers, en science fictionroman af Robert A. Heinlein fra 1959. Filmen havde et budget anslås omkring 105 millioner dollars og indtjente over 121 millioner dollars på verdensplan. Det var den første af fire film i Starship Troopers franchise (fjerde film er en animationsfilm).

## Handling
Historien følger en ung soldat Johnny Rico og hans bedrifter i "Mobile Infantry", en futuristisk militær enhed. Ricos militære karriere skrider fra rekrut til underofficer og endelig til officer på baggrund af en interstellar krig mellem menneskeheden og en arachnoid arter kendt som "The Bugs".

## Medvirkende
- Casper Van Dien som John "Johnny" Rico
- Dina Meyer som Dizzy Flores
- Denise Richards som Carmen Ibanez
- Jake Busey som Ace Levy
- Neil Patrick Harris som Carl Jenkins
- Patrick Muldoon som Zander Barcalow
- Clancy Brown som Zim
- Michael Ironside som Jean Rasczak
- Seth Gilliam som Sugar Watkins
- Bruce Gray som Dienes
- Marshall Bell som Owen
- Eric Bruskotter som Breckinridge
- Brenda Strong som Deladier
- Christopher Curry som Bill Rico
- Lenore Kasdorf som Fru. Rico
- Denise Dowse som Meru
- Amy Smart som Lumbreiser
- Dean Norris som Overordnet officer
- Rue McClanahan som Biologilærer
- Dale Dye som Unavngivet general
- Anthony Ruivivar som Shujumi
- Robert David Hall som Rekruttør

## Modtagelse
Starship Troopers blev nomineret til en Academy Award ( visuelle effekter ) i 1998. Filmen har vakt kontroverser og kritik for dens sociale og politiske temaer, som nogle kritikere hævder fremme militarisme.[kilde mangler]